# China Open 2013 (golf)
De 19de editie van het Volvo China Open werd van 2 tot en met 5 mei 2013 gespeeld op de Tianjin Binhai Lake Golf Club in Tianjin. Het toernooi telde voor de Europese PGA Tour en de OneAsia Tour. Het prijzengeld was RMB 20.000.000 (bijna € 2.000.000). Titelverdediger was de Zuid-Afrikaan Branden Grace.

## Verslag
De baan heeft een par van 72. Hij werd ontworpen door Sergio Garcia. Er doen 156 spelers mee. Het is in China zes uur later dan CET.

### Ronde 1
Kiradech Aphibarnrat was de eerste speler die met een score van -4 binnenkwam, maar in de hole achter hem speelde Raphaël Jacquelin, die dezelfde score maakte. Amateur Ze-cheng Dou  maakte een ronde van -2. Ze waren al binnen toen Maarten Lafeber om 12:20 uur als eerste Nederlander afsloeg. 

Brett Rumford, winnaar in Zuid-Korea zondag j.l., kwam na 15 holes op -4 met hen gelijk te staan en Robert-Jan Derksen na 12 holes ook. Op hole 16 maakte Derksen zijn 7de birdie en stond hij aan de leiding, op de laatste hole volgde nog een birdie zodat hij ronde 2 begint met twee slagen voorsprong op de nummers 2. 

Beste Chinese spelers zijn Bin Yan en amateur Ze-cheng Dou, de nummer 199 en hoogst geplaatste Chinees op de wereldranglijst van amateurs.

### Ronde 2
Rumford speelde ook een goede 2de ronde en nam de leiding van Derksen over. Dat was niet voor lang want Mikko Ilonen maakte een score van -9 en schoot hem voorbij. Derksen kwam na een ronde van -2 op de 4de plaats. Dou is nog steeds de beste Chinese speler, Wen-yi Huang staat met -1 op de 47ste plaats en Wen-chong Liang heeft met level par net de cut gehaald, de andere Chinese spelers zijn afgevallen.

### Ronde 3
Mikko Ilonen en Brett Rumford hebben van plaats gewisseld, Rumford was de enige speler die geen enkele bogey maakte. Pablo Larrazábal is naar de 3de plaats geklommen. Joost Luiten heeft weer een goede score binnengebracht en staat op de 5de plaats, net boven Robert-Jan Derksen. De 16-jarige Dou staat als beste Chinees op de 30ste plaats.

### Ronde 4
De top bleef onveranderd, Rumford maakte zes birdies in 14 holes voordat er twee bogeys bij kwamen, hij won met een ruime voorsprong. Ilonen bleef op de 2de plaats, en Derksen steeg naar de 4de plaats. Luiten speelde boven par maar bleef in de top-10. Amateur Dou eindigde als beste Chinese speler op de 33ste plaats.
- Scores

| Naam                 | Score R1 | Score R1 | Nr  | Score R2 | Score R2 | Totaal | Nr  | Score R3 | Score R3 | Totaal | Nr  | Score R4 | Score R4 | Totaal | Nr  |
| -------------------- | -------- | -------- | --- | -------- | -------- | ------ | --- | -------- | -------- | ------ | --- | -------- | -------- | ------ | --- |
| Brett Rumford        | 68       | -4       | T2  | 67       | -5       | -9     | T2  | 69       | -3       | -12    | 1   | 68       | -4       | -16    | 1   |
| Mikko Ilonen         | 69       | -3       | T5  | 63       | -9       | -12    | 1   | 73       | +1       | -11    | 2   | 71       | -1       | -12    | 2   |
| Victor Dubuisson     | 71       | -1       | T27 | 72       | par      | -1     | T43 | 66       | -6       | -7     | T6  | 68       | -4       | -11    | 3   |
| Robert-Jan Derksen   | 66       | -6       | 1   | 70       | -2       | -8     | 4   | 73       | +1       | -7     | T6  | 69       | -3       | -10    | 4   |
| Pablo Larrazábal     | 71       | -1       | T26 | 66       | -6       | -7     | T5  | 69       | -3       | -10    | 3   | 73       | +1       | -9     | T5  |
| Joost Luiten         | 73       | +1       | T   | 67       | -5       | -4     | T16 | 68       | -4       | -9     | 5   | 73       | +1       | -8     | T8  |
| Kiradech Aphibarnrat | 68       | -4       | T2  | 67       | -5       | -9     | T2  | 72       | par      | -9     | 4   | 75       | +3       | -6     | T12 |
| Ze-cheng Dou (Am)    | 70       | -2       | T12 | 72       | par      | -2     | T36 | 72       | par      | -2     | T30 | 73       | +1       | -1     | T33 |
| Raphaël Jacquelin    | 68       | -4       | T2  | 72       | par      | -4     | T16 | 75       | +3       | -1     | T39 | 68       | -4       | -5     | T14 |
| Maarten Lafeber      | 75       | +3       | T99 | 77       | +5       | +8     | MC  |          |          |        |     |          |          |        |     |

| Leider |  | Toernooirecord |  | MC = missed cut = cut gemist |  | DQ = disqualified |

## Spelers
| Wereldranglijst - Felipe Aguilar - Thomas Aiken - Fr. Andersson Hed - Kiradech Aphibarnrat - Gaganjeet Bhullar - Thomas Bjørn - Kristoffer Broberg - Rafa Cabrera Bello - Paul Casey - Victor Dubuisson - Mark Foster - Marcus Fraser - Stephen Gallacher - Michael Hendry - Michael Hoey - David Howell - Mikko Ilonen - Raphaël Jacquelin - Scott Jamieson - Jbe Kruger - Pablo Larrazábal - Paul Lawrie - Peter Lawrie - Wen-chong Liang - Joost Luiten - Prom Meesawat - Edoardo Molinari - Alexander Norén - Julien Quesne - Alvaro Quiros - Richie Ramsay - Ricardo Santos - Jeev Milkha Singh - Romain Wattel - Steve Webster - Ashun Wu | Europese Tour - Matthew Baldwin - Richard Bland - Jorge Campillo - Alejandro Cañizares - Magnus A. Carlsson - Robert Coles - Robert-Jan Derksen - Andrew Dodt - David Drysdale - Johan Edfors - Richard Finch - Tommy Fleetwood - Lorenzo Gagli - Ignacio Garrido - J.-Baptiste Gonnet - Ricardo González - Branden Grace (2012) - Emiliano Grillo - Grégory Havret - Keith Horne - Scott Jamieson - Søren Kjeldsen - Paul Lawrie - Craig Lee - Joost Luiten - Maarten Lafeber - José Manuel Lara - Gareth Maybin - Paul McGinley - James Morrison - Phillip Price - Alvaro Quiros - Joel Sjöholm - Lee Slattery - Graeme Storm - Marc Warren - Peter Whiteford - Fabrizio Zanotti | Challenge Tour top 2012 - Espen Kofstad - Andreas Hartø - JB Hansen - Gary Lockerbie - Simon Wakefield - Alessandro Tadini - Chris Doak - Scott Henry - Chris Paisley - Eddie Pepperell - Maximilian Kieffer - Justin Walters Tourwinnaars 2011-2013 - Oliver Fisher - SSP Chowrasia - Damien McGrane Medical Extension - Søren Hansen - Christian Cévaër - Paul Waring - Martin Wiegele Tourschool 2012 - John Parry - Andy Sullivan - Estanislao Goya - Peter Erofejeff - Moritz Lampert - Eduardo de la Riva | OneAsia Tour - Jamie Arnold - Anthony Brown - Mark Brown - Ho-sung Choi - Nick Cullen - Matthew Griffin - Rory Hie - Heung-chol Joo - Bi-o Kim - Dae-sub Kim - Eric Mina - Gareth Paddison - Sang-hyun Park - Daniel Popovic - Hyun-woo Ryu - Garrett Sapp - Andre Stolz - Akinori Tani - Aaron Townsend - Michael Wright Invitaties - Byeong-hun An - Peter Hedblom - Scott Laycock Voormalige winnaars - Markus Brier (2007) - D. McGrane (2008) - Scott Strange (2009) | Chinese Rangorde - Xin-jun Zhang N - Hao Yuan - Lian-wei Zhang - Ren Han - Guo-wu Zhou - Wen-yi Huang N - Dong Su - Wei-huang Wu - Wei-hai Kong - Zheng Ouyang - Tian Yuan - Yi Cao - Bin Yan - Zhi-peng Fan - Ze-yu He - Xiong-yi Zhao Kwalificatietoernooi - Chi-hsien Hsieh - Mu Hu - Da-xing Jin N - Shao-cai He - Jun-feng Jia - Hyung-joon Lee - Hao-tong Li N - Xin-yang Li N - Wolmer Murillo - Hong-Fu Wu Amateurs - Zheng-kai Bai J (WAGR 1318) - Zi-hao Chen K (WAGR 795) - Ze-cheng Dou (WAGR 199) - Cheng Jin K - Jim Liu (WAGR 135) - Yan-Wei Liu K - Xue-wen Luo K - Wocheng Ye (WAGR 2915) |

De jongste deelnemer is de 12-jarige Wocheng Ye, die daarmee het record van Tianlang Guan als jongste speler op de Europese Tour  verlaagt. Hij werd 3de op het Western Qualifying toernooi. Hij woont in Dongguan. Zijn coach is David Watson uit Engeland.

J : Zheng-kai Bai is nationaal jeugdkampioen; hij is 15 jaar.

K : gekwalificeerd via de Chinese PGA rangorde.

N : zitten in het nationale team